# Dreptunghi

Un dreptunghi a cărui lățime este egală cu 4/5 din lungime.

Formula perimetrului unui dreptunghi.

Dreptunghiul reprezintă un caz particular de paralelogram, care are toate unghiurile drepte.
În spațiul euclidian, în definiție este suficient enunțul: Dreptunghiul este un paralelogram având un unghi drept. În consecință și celelalte unghiuri ale paralelogramului respectiv sunt drepte. În spațiile neeuclidiene această definiție nu este suficientă.

## Proprietăți
În spațiul euclidian are următoarele proprietăți:
- laturile opuse sunt paralele și congruente;
- diagonalele sunt congruente;
- unghiurile sunt congruente și au măsura de 90°;
- latura mai mare se numește lungime (L), iar cea mai mică, lățime (l);
- aria este egală cu produsul dintre lungime și lățime: {\displaystyle A=L\cdot l};
- aria este de patru ori mai mare decât aria triunghiului format de o latură și cele două jumătăți de diagonale care pornesc din capetele laturii, sau de două ori mai mare decât aria triunghiului format de două laturi alăturate și diagonala opusă acestora;
- perimetrul dreptunghiului este egal cu dublul sumei dintre lungime și lățime: {\displaystyle P=2\cdot (L+l)};
- pătratul reprezintă un caz particular de dreptunghi, în care lungimea și lățimea sunt egale.